# Golf Club de Lausanne
De Golf Club van Lausanne is een Zwitserse golfclub buiten Lausanne, bij Epalinges, in het kanton Vaud.
De golfbaan van Lausanne is vooral op initiatief van G.O. Dollfuss in 1921 aangelegd. Het begon allemaal met negen holes. In die tijd bestonden ook al de Montreux (1900) en in Evian (1909), en leden gingen vaak bij elkaar spelen.
In 1931 maakte Donald Harradine er een 18-holes golfbaan van. In de 90'er jaren kreeg de Engelse golfbaanarchitect Jeremy Pern opdracht alle greens te vernieuwen en een automatische beregening aan te brengen.
De golfbaan ligt op een hoogte van 850 m ten Oosten van Lausanne en heeft uitzicht over het Meer van Genève op de met sneeuw bedekte Alpen. Zoals op oude banen meer voorkomt, zijn er een paar korte par-4 holes, zoals de zevende en twaalfde hole. Dit wordt gecompenseerd door lange par-5 holes op de negende en negentiende hole. Er zijn ook zes oefenholes.
Het baanrecord voor heren staat op naam van Julien Clément (67) die later professional is geworden, en op naam van Diana Terol (65), Spaanse topamateur.

De golfbaan is in de wintermaanden gesloten.